# Larry Brown (running back)
Lawrence Brown Jr., nacido el 19 de septiembre de 1947 en Clairton (Pensilvania), es un exjugador de fútbol americano profesional estadounidense. Jugó en la Liga Nacional de Fútbol Americano (NFL), como corredor de los Washington Redskins entre 1969 y 1976.

## Carrera universitaria
Se graduó en la Schenley High School. Aunque inicialmente se interesó por el béisbol, pronto fue decantándose por el fútbol americano, y acabó jugando en el Dodge City Community College y en los Kansas State Wildcats de la Universidad Estatal de Kansas.

## Carrera profesional
Brown jugó toda su carrera profesional, que duró ocho años, con los Washington Redskins . 
Fue seleccionado en octava ronda del draft de 1969. 
No era un fichaje renombrado, ya que Brown había jugado en la universidad, principalmente, como bloqueador del otro running, Cornelius Davis. Además los Redskins hacían un juego básicamente de pases: contaban con un muy buen quarterback (Sonny Jurgensen) y tres de los cuatro mejores wide receivers de la NFL, según los ránkings.
Ese año también había fichado como entrenador jefe de los Redskins Vince Lombardi, que se fijó en que Brown, aunque parecía tener talento para correr, empezaba demasiado tarde las jugadas. Tras hacerle pruebas se determinó que el jugador tenía problemas de audición en uno de sus oídos, y en lugar de escuchar las órdenes del quarterback para el inicio de la jugada, se fijaba en movimientos de sus compañeros. Lombardi, tras lograr un permiso del comisionado de la liga, hizo instalar un auricular en el casco de Brown, lo que le permitía escuchar a su compañero y empezar la jugada a su debido tiempo.
A partir de entonces, Brown pasó a convertirse en un gran jugador: llevó a los Redskins a números ganadores por primera vez desde 1955, jugó cuatro Pro Bowl consecutivas, fue MVP de la NFL en 1972   y llevó a los Redskins a jugar la Super Bowl de 1973 contra Miami Dolphins. 
A pesar de su tamaño relativamente pequeño, destacó por su coraje al correr y por ganar yardas tras haber sido placado.
Durante su carrera terminó cinco veces entre los cinco primeros de la NFL en número de carreras, tres veces entre los cinco con más yardas ganadas en carrera, tres veces en yardas ganadas desde la línea de scrimmage y dos veces entre los cinco con más touchdowns. También se convirtió en el primer jugador de los Redskins en ganar más de mil yardas en una temporada (lo consiguió cuatroo veces). Hizo 1530 carreras, ganando 5875 yardas. Consiguió cuatro touchdowns en un solo partido contra los Philadelphia Eagles, en 1973. Fue escogido como uno de los mejores 70 mejores jugadores de la historia de los Redskins. Más tarde escribió una autobiografía titulada I'll Always Get Up (Siempre me levantaré).
Brown tuvo que abandonar el fútbol americano debido a diferentes lesiones. Aunque su número, el 43, no ha sido retirado oficialmente, ningún otro jugador de los Redskins lo ha utilizado.
Tras retirarse, Brown se dedicó a los negocios.

## Estadísticas

### Jugador universitario
| NCAA                         | NCAA                  | NCAA | Carrera | Carrera | Carrera | Carrera | Carrera | Recepción | Recepción | Recepción | Recepción | Recepción | Total | Total | Total | Total |
| AÑO                          | EQUIPO                | P    | Int     | Yds     | Y/Int   | TD      | Y/P     | Rec       | Yds       | Y/Rec     | TD        | Y/P       | Jug   | Yds   | Y/Jug | TD    |
| ---------------------------- | --------------------- | ---- | ------- | ------- | ------- | ------- | ------- | --------- | --------- | --------- | --------- | --------- | ----- | ----- | ----- | ----- |
| 1967                         | Kansas State Wildcats | 10   | 50      | 282     | 5.6     | 1       | 28.2    | 5         | 55        | 11.0      | 1         | 5.5       | 55    | 337   | 6.1   | 2     |
| 1968                         | Kansas State Wildcats | 10   | 111     | 402     | 3.6     | 1       | 40.2    | 13        | 110       | 8.5       | 0         | 11.0      | 124   | 512   | 4.1   | 1     |
| TOTALES                      | TOTALES               | 20   | 161     | 684     | 4.2     | 2       | 34.2    | 18        | 165       | 9.2       | 1         | 8.3       | 179   | 849   | 4.7   | 3     |
| Fuente: sports-reference.com |                       |      |         |         |         |         |         |           |           |           |           |           |       |       |       |       |

### Jugador profesional
| NFL                                | NFL                 | NFL | NFL | Carrera | Carrera | Carrera | Carrera | Carrera | Carrera | Carrera | Recepción | Recepción | Recepción | Recepción | Recepción | Recepción | Recepción | Total | Total | Total | Total | Total |
| AÑO                                | EQUIPO              | P   | PT  | Int     | Yds     | TD      | LC      | Y/Int   | Y/P     | Int/P   | Rec       | Yds       | Y/Rec     | TD        | LR        | Rec/P     | Y/P       | Jug   | Y/Jug | Yds   | TD    | Fmb   |
| ---------------------------------- | ------------------- | --- | --- | ------- | ------- | ------- | ------- | ------- | ------- | ------- | --------- | --------- | --------- | --------- | --------- | --------- | --------- | ----- | ----- | ----- | ----- | ----- |
| 1969                               | Washington Redskins | 14  | 13  | 202     | 888     | 4       | 57      | 4.4     | 63.4    | 14.4    | 34        | 302       | 8.9       | 0         | 31        | 2.4       | 21.6      | 236   | 5.0   | 1190  | 4     | 6     |
| 1970                               | Washington Redskins | 13  | 13  | 237     | 1125    | 5       | 75      | 4.7     | 86.5    | 18.2    | 37        | 341       | 9.2       | 2         | 66        | 2.8       | 26.2      | 274   | 5.4   | 1466  | 7     | 6     |
| 1971                               | Washington Redskins | 13  | 13  | 253     | 948     | 4       | 34      | 3.7     | 72.9    | 19.5    | 16        | 176       | 11.0      | 2         | 36        | 1.2       | 13.5      | 269   | 4.2   | 1124  | 6     | 6     |
| 1972                               | Washington Redskins | 12  | 12  | 285     | 1216    | 8       | 38      | 4.3     | 101.3   | 23.8    | 32        | 473       | 14.8      | 4         | 89        | 2.7       | 39.4      | 317   | 5.3   | 1689  | 12    | 9     |
| 1973                               | Washington Redskins | 14  | 14  | 273     | 860     | 8       | 27      | 3.2     | 61.4    | 19.5    | 40        | 482       | 12.1      | 6         | 64        | 2.9       | 34.4      | 313   | 4.3   | 1342  | 14    | 7     |
| 1974                               | Washington Redskins | 11  | 11  | 163     | 430     | 3       | 16      | 2.6     | 39.1    | 14.8    | 37        | 388       | 10.5      | 4         | 34        | 3.4       | 35.3      | 200   | 4.1   | 818   | 7     | 2     |
| 1975                               | Washington Redskins | 14  | 8   | 97      | 352     | 3       | 43      | 3.6     | 25.1    | 6.9     | 25        | 225       | 9.0       | 2         | 39        | 1.8       | 16.1      | 122   | 4.7   | 577   | 5     | 2     |
| 1976                               | Washington Redskins | 11  | 0   | 20      | 56      | 0       | 11      | 2.8     | 5.1     | 1.8     | 17        | 98        | 5.8       | 0         | 15        | 1.5       | 8.9       | 37    | 4.2   | 154   | 0     | 2     |
| TOTALES                            | TOTALES             | 102 | 84  | 1530    | 5875    | 35      | 75      | 3.8     | 57.6    | 15.0    | 238       | 2485      | 10.4      | 20        | 89        | 2.3       | 24.4      | 1768  | 4.7   | 8360  | 55    | 40    |
| Fuente: pro-football-reference.com |                     |     |     |         |         |         |         |         |         |         |           |           |           |           |           |           |           |       |       |       |       |       |